# Stephen Adler (Journalist)
Stephen J. Adler (* 1955) ist ein US-amerikanischer Journalist. Er war Chefredakteur von Reuters (2011–2021), Vizepräsident Nachrichten des Konzerns Thomson Reuters und seit 2012 zudem Präsident von Reuters.
Stephen Adler kam erst im Jahr 2010 zu Thomson Reuters und wurde Vizepräsident und Nachrichtenchef. Früher war Adler Chefredakteur von BusinessWeek. Während seiner fünfjährigen Amtszeit gewann das Magazin und die Website mehr als 100 wichtige Journalistenpreise. Zuvor verbrachte er 16 Jahre beim Wall Street Journal. Als investigativer Journalist leitete er dort ein Team, das zwischen 1995 und 1999 insgesamt drei Pulitzer-Preise gewann. Zuvor war er Herausgeber von The American Lawyer. Er begann seine Karriere als Reporter bei Lokalzeitungen in Florida.
Er ist mit der Autorin Lisa Grunwald verheiratet und hat mit ihr an zwei Anthologien mitgewirkt.